# Cerogenes aerata
Cerogenes aerata är en insektsart som först beskrevs av William Lucas Distant 1887.  Cerogenes aerata ingår i släktet Cerogenes och familjen lyktstritar.
Artens utbredningsområde är Panama. Inga underarter finns listade i Catalogue of Life.